# Cyathea rojasiana
Cyathea rojasiana ist eine in Panama endemische Baumfarnart.

## Beschreibung
Scheinbar tote, alternde Wedel können Wurzeln schlagen, sobald sie den Boden berühren.

## Taxonomie

### Publikation
Sie wurde 2001 von Alexander Francisco Rojas Alvarado als Cyathea panamensis A.Rojas beschrieben. Dies war jedoch ein Nomen illegitimum. Daher wurde sie 2011 von Marcus Lehnert als Cyathea rojasiana Lehnert erneut beschrieben.

## Verbreitung und Lebensraum
Cyathea rojasiana kommt in den tropischen Bergwäldern Panamas vor.